# Духовенство
Духовенство е събирателен термин за означаване на социална група от лица, които са професионални служители в някоя религия.
В православната църква с това понятие се означават духовните лица, получили благодатна степен на служение на Бога, и по това се различават от миряните (вярващите), а в състава на духовенството (клира) влизат само мъже. Съществуват два вида духовенство:
- бяло духовенство – свещеници и най-често обслужващи храмовете;
- черно духовенство – монаси и най-често обслужващи манастирите.

В католическата църква в състава на клира влиза цялата общност от духовни лица – мъже и жени, които са дали обет пред Бога за безбрачие – монаси, монахини, а също така и втората и третата степени на духовенството, които са само от мъже.
Духовенството в християнските църкви (Православни и католически), е в три благодатни степени, в които са въведени чрез ръкоположение (хиротония) от епископ:
- дякон – помощник на иерея, който изпълнява някои практически функции;
- иерей (свещеник, презвитер);
- архиерей (епископ).

Иподякон е четец, певец и свещоносец в църквата, за въвеждане в нея се извършва ръковъзлагане (хиротесия) от епископ.